# Eupleres
Eupleres és un gènere de carnívors de la família dels euplèrids. Les dues espècies d'aquest grup són endèmiques de Madagascar. Passen gran part del temps a terra i s'alimenten principalment d'invertebrats. Fins a principis del segle xxi, Eupleres era considerat un gènere monotípic, però el 2010 la subespècie E. goudotii major fou elevada a la categoria d'espècie basant-se en dades morfològiques.